# ابن أبي رمثة التميمي
ابن أبي رمثة التميمي كان طبيباً في عهد رسول اللَّه ﷺ ومزاولاً لأعمال اليد وصناعة الجراح.

## قيل فيه
قال عنه لوكليرك في تاريخه ما معناه:
يعرف بالتميمي نسبة إلى قبيلة بني تميم . كان طبيبا عالما بفن الجراحة . عاش زمن محمد ﷺ.
و جاء عنه في كتاب «الطبقات لإبن أبي أصيبعة»:
كان طبيباً على عهد رسول اللَّه صلى الله علية وسلم ومزاولاً لأعمال اليد وصناعة الجراح وروى نعيم عن ابن أبي عيينة عن ابن أبجر عن زياد عن لقيط عن ابن أبي رمثة قال أتيت رسول اللَّه صلى الله علية وسلم فرأيت بين كتفيه الخاتم فقلت إني طبيب فدعني أعالجه فقال أنت رفيق والطبيب اللَّه قال سليمان بن حسان علم رسول اللَّه أنه رفيق اليد ولم يكن فائقاً في العلم فبان ذلك من قوله والطبيب اللَّه
قال عنه صاحب الآداب الطبية:
«ابن أبي رمثة: كان طبيباً على عهد الرسول، يزاول أعمال اليد، وصناعة الجراح [ المفصل في تاريخ العرب قبل الإسلام ج8 ص412 ولم نستطع أن نتحقق اسم الطبيب الذي جيء به لمداواة عمر حين طعن فسقاه النبيذ ثم اللبن، فخرجا من جرحه..]
و جاء عنه في القانون لإبن سينا:
«ابن أبي رمثة التميمي كان طبيباً على عهد رسول الله صلى الله عليه وسلم، مزاولاً لأعمال اليد وصناعة الجراح».